# معركة رأس العش
معركة رأس العش هي إحدى معارك حرب الاستنزاف، دارت أحداثها يوم 1 يوليو 1967 بالقرب من ضاحية بور فؤاد، حين حاولت المدرعات الإسرائيلية احتلالها، لكن قوة من الصاعقة المصرية نجحت في صد الاعتداء الإسرائيلي. كانت الحادثة بمثابة الشرارة التي أدت لاندلاع حرب الاستنزاف على ضفتي قناة السويس لنحو ثلاث سنوات.

## أسباب المعركة
في يوم 5 يونيو 1967 هاجمت إسرائيل مصر التي تعرضت لكارثة عسكرية لم تكن تتصور وقوعها، ولتتمكن إسرائيل من احتلال سيناء عدا مدينة بور فؤاد الواقعة على الضفة الشرقية في مواجهة بورسعيد. وقد ظنت إسرائيل أنها بما أحرزت من نجاح قد قضت تمامًا على مقاومة الجيش المصري، فراحت تعد العدة للتقدم قاصدة احتلال بورفؤاد، وتهديد ميناء بورسعيد. 
قال اللواء محمد عبد الغني الجمسي رئيس هيئة العمليات أثناء بحرب أكتوبر في مذكراته عن حرب أكتوبر عن معركة رأس العش:« اليوم الأول الذي تولى فيه اللواء أحمد إسماعيل علي قيادة الجبهة في أول يوليو 1967 تقدمت قوة إسرائيلية شمالا من مدينة القنطرة شرق ـ شرق القناة ـ في اتجاه بور فؤاد ـ شرق بورسعيد ـ لاحتلاله، وهي المنطقة الوحيدة في سيناء التي لم تحتلها إسرائيل أثناء حرب يونيو. تصدت لها قواتنا ودارت معركة رأس العش».
وأضاف قائلًا:" كان يدافع في منطقة رأس العش ـ جنوب بور فؤاد ـ قوة مصرية محدودة من قوات الصاعقة المصرية عددها ثلاثون مقاتلًا من قوة الكتيبة 43 صاعقة بقيادة الرائد سيد الشرقاوي الذى اعطى امر عمليات لقائد سرية الصاعقة الملازم فتحي عبد الله - لواء متقاعد حاليا - بتجهيز السرية للعبور وعمل خط دفاعي أمام القوات الإسرائيلية المتقدمة وبالفعل تقدمت القوة الإسرائيلية[بحاجة لمصدر]، تشمل سرية دبابات (ثلاث دبابات) مدعمة بقوة مشاة ميكانيكة في عربات نصف جنزير، وقامت بالهجوم على قوة الصاعقة التي تشبثت بمواقعها بصلابة وأمكنها تدمير ثلاث دبابات معادية. عاود العدو الهجوم مرة أخرى، إلا أنه فشل في اقتحام الموقع بالمواجهة أو الالتفاف من الجنب، وكانت النتيجة تدمير بعض العربات نصف جنزير بالإضافة لخسائر بشرية واضطرت القوة الإسرائيلية للانسحاب، وظل قطاع بور فؤاد هو الجزء الوحيد من سيناء الذي ظل تحت السيطرة المصرية حتى نشوب حرب أكتوبر 1973 ".
وبحسب الجمسي، فقد كانت هذه المعركة هي الأولى في مرحلة الصمود، التي أثبت فيها المقاتل المصري ـ برغم الهزيمة والمرارة ـ أنه لم يفقد إرادة القتال.

## أحداث المعركة
في الساعات الأولى من صباح 1 يوليو، 1967، وبعد ثلاثة أسابيع من النكسة، تقدمت قوة مدرعة إسرائيلية على امتداد الضفة الشرقية لقناة السويس من القنطرة شرق في اتجاه الشمال بغرض الوصول إلى ضاحية بور فؤاد المواجهة لمدينة بورسعيد على الجانب الآخر للقناة كان الهدف احتلال بور فؤاد، وكانت المنطقة الوحيدة في سيناء التي لم تحتلها إسرائيل أثناء حرب يونيو 1967، وتهديد بورسعيد ووضعها تحت رحمة الاحتلال الإسرائيلي.
وعندما وصلت القوات الإسرائيلية إلى منطقة رأس العش جنوب بور فؤاد وجدت قوة مصرية محدودة من قوات الصاعقة المصرية عددها ثلاثون مقاتلًا مزودين بالأسلحة الخفيفة.
في حين كانت القوة الإسرائيلية تتكون من عشر دبابات مدعمة بقوة مشاة ميكانيكية في عربات نصف مجنزرة، وحين هاجمت قوات الاحتلال قوة الصاعقة المصرية تصدت لها الأخيرة وتشبثت بمواقعها بصلابة وأمكنها تدمير ثلاث دبابات معادية.
فوجئت القوة الإسرائيلية بالمقاومة العنيفة للقوات المصرية التي أنزلت بها خسائر كبيرة في المعدات والأفراد أجبرتها على التراجع جنوبًا.
عاود جيش الاحتلال الهجوم مرة أخرى، إلا أنه فشل في اقتحام الموقع بالمواجهة أو الالتفاف من الجنب، وكانت النتيجة تدمير بعض العربات نصف المجنزرة وزيادة خسائر الأفراد، اضطرت القوة الإسرائيلية للانسحاب.
بعد الهزيمة التي تعرض لها جيش الاحتلال الإسرائيلي لم تحاول إسرائيل بعد ذلك محاولة احتلال بور فؤاد مرة أخرى وظلت في أيدي القوات المصرية حتى قيام حرب أكتوبر، 1973، وظلت مدينة بور سعيد وميناؤها بعيدين عن التهديد المباشر لإسرائيل.
وقد كان للواء مهندس طيار/عبد الحميد محمود دوراً هاماً في تجهيز القوات الجوية، حيث قام بعد يونيو 1967 وحتى نوفمبر 67 بالإشراف على تركيب الطائرات التي وصلت من الاتحاد السوفيتي وطيرانها في نفس يوم وصولها مما ساعد وساهم مساهمة فعالة في معركة رأس العش والتي أعادت للقوات الجوية ثقتها بنفسها ورفعت من معنويات القوات المسلحة.

## تسجيلات مرئية
- اللواء عبد المنعم خليل يتحدث عن حرب أكتوبر وعن معركة رأس العش

## وصلات خارجية
- وتحطمت الأسطورة عند الظهر
- أبطال معركة رأس العش في ضيافة بيت الصحفيين